# Campionati europei di ciclismo su strada 2018 - Gara in linea maschile Junior
La gara in linea maschile Junior dei Campionati europei di ciclismo su strada 2018, quattordicesima edizione della prova, si disputò il 15 luglio 2018 con partenza ed arrivo a Zlín, nella Repubblica Ceca. La vittoria fu appannaggio del belga Remco Evenepoel, che terminò la gara in 3h15'19" precedendo lo svizzero Alexandre Balmer e lo spagnolo Carlos Rodríguez.
Sul traguardo di Zlín 53 ciclisti su 167 partenti, portarono a termine la competizione.

## Squadre partecipanti
| N.    | Cod. | Squadra              |
| ----- | ---- | -------------------- |
| 1-6   | NOR  | Norvegia             |
| 7-12  | BEL  | Belgio               |
| 13-18 | ITA  | Italia               |
| 19-24 | DEU  | Germania             |
| 25-30 | CZE  | Repubblica Ceca      |
| 31-36 | FRA  | Francia              |
| 37-42 | RUS  | Russia               |
| 43-48 | SWI  | Svizzera             |
| 49-54 | ESP  | Spagna               |
| 55-59 | IRL  | Irlanda              |
| 60-65 | PRT  | Portogallo           |
| 66-71 | LUX  | Lussemburgo          |
| 72-75 | BLR  | Bielorussia          |
| 76-81 | SVK  | Slovacchia           |
| 82-86 | SVN  | Slovenia             |
| 87-92 | EST  | Estonia              |
| 93    | FIN  | Finlandia            |
| 94-99 | LAT  | Lettonia             |
| 100   | BIH  | Bosnia ed Erzegovina |

| N.      | Cod. | Squadra     |
| ------- | ---- | ----------- |
| 101-106 | LTU  | Lituania    |
| 107     | BGR  | Bulgaria    |
| 108-113 | POL  | Polonia     |
| 114-115 | SRB  | Serbia      |
| 116-121 | TUR  | Turchia     |
| 122-123 | MDA  | Moldavia    |
| 124-129 | UKR  | Ucraina     |
| 130-131 | GRE  | Grecia      |
| 132-136 | ALB  | Albania     |
| 137-138 | ISL  | Islanda     |
| 139-141 | ISR  | Israele     |
| 142-145 | SWE  | Svezia      |
| 146-149 | HUN  | Ungheria    |
| 150-152 | AZE  | Azerbaigian |
| 153-154 | KOS  | Kosovo      |
| 155-157 | ROM  | Romania     |
| 158-162 | AUT  | Austria     |
| 163-166 | CRO  | Croazia     |
| 167     | SMR  | San Marino  |

## Ordine d'arrivo (Top 10)
| Pos. | Corridore              | Squadra   | Tempo    |
| ---- | ---------------------- | --------- | -------- |
| 1    | Remco Evenepoel        | Belgio    | 3h15'19" |
| 2    | Alexandre Balmer       | Svizzera  | a 9'44"  |
| 3    | Carlos Rodríguez       | Spagna    | a 9'46"  |
| 4    | Ilan Van Wilder        | Belgio    | s.t.     |
| 5    | Karel Vacek            | Rep. Ceca | s.t.     |
| 6    | Andrea Piccolo         | Italia    | s.t.     |
| 7    | Jakob Gessner          | Germania  | a 9'47"  |
| 8    | Samuele Rubino         | Italia    | a 10'06" |
| 9    | Xandres Vervloesem     | Belgio    | a 11'15" |
| 10   | Ludvig Fischer Aasheim | Norvegia  | a 12'25" |